# Elkville
Elkville és una població dels Estats Units a l'estat d'Illinois. Segons el cens del 2000 tenia 1.001 habitants.

## Demografia
Segons el cens del 2000, Elkville tenia 1.001 habitants, 400 habitatges, i 289 famílies. La densitat de població era de 501,9 habitants/km².
Dels 400 habitatges en un 34,5% hi vivien nens de menys de 18 anys, en un 55% hi vivien parelles casades, en un 12% dones solteres, i en un 27,8% no eren unitats familiars. En el 24,5% dels habitatges hi vivien persones soles el 13,8% de les quals corresponia a persones de 65 anys o més que vivien soles. El nombre mitjà de persones vivint en cada habitatge era de 2,47 i el nombre mitjà de persones que vivien en cada família era de 2,91.
Per edats la població es repartia de la següent manera: un 26,5% tenia menys de 18 anys, un 10,1% entre 18 i 24, un 28% entre 25 i 44, un 21,2% de 45 a 60 i un 14,3% 65 anys o més.
L'edat mediana era de 34 anys. Per cada 100 dones de 18 o més anys hi havia 94,7 homes.
La renda mediana per habitatge era de 27.969 $ i la renda mediana per família de 30.417 $. Els homes tenien una renda mediana de 25.833 $ mentre que les dones 17.727 $. La renda per capita de la població era de 12.475 $. Aproximadament el 17,3% de les famílies i el 21,2% de la població estaven per davall del llindar de pobresa.

## Poblacions properes
El següent diagrama mostra les poblacions més properes.